# Pierre Flandrin
Pierre Flandrin (Ardèche, 1301 – Avignone, 23 gennaio 1381) è stato un cardinale francese della Chiesa cattolica, nominato da papa Gregorio XI.

## Biografia
Nacque nel 1301, era parente dello pseudocardinale Jean Flandrin. Studiò e si addottorò in utroque iure. Uditore della Sacra Rota e referendario papale: era considerato uno dei maggiori eruditi del suo tempo. Il 3 aprile 1371 divenne  diacono della cattedrale di Bayeux.
Il 30 maggio 1371 fu creato cardinale diacono di Sant'Eustachio. Nel 1375 fu nominato vicario di Roma e di molti altri territori italiani dipendenti dal Patrimonio di San Pietro.
Nel marzo 1378 fu l'esecutore testamentario di papa Gregorio XI. Partecipò al conclave dell'aprile 1378, che elesse papa Urbano VI, ma pochi mesi dopo, nel settembre,  fece parte del gruppo di cardinali che dichiarò decaduto il papa ed elesse l'antipapa Clemente VII e passò sotto la sua obbedienza: questo evento fu l'inizio dello Scisma d'Occidente. 
Successivamente fu abate commendatario di San Pietro ad Aram a Napoli.
Morì il 23 gennaio 1381 ad Avignone.